# Epikirem
Epikirem (latin: epicheirem) är inom retoriken en argumentationstyp vilken innebär en logisk slutledning som utgörs av fyra eller fler premisser. Begreppets betydelse är dock omstridd och har uppfattats på flera olika sätt.
Enligt Lindqvist förhåller sig begreppet epikirem till det också retorikteoretiska begreppet entymem på så vis att båda är argumentationstyper och innebär en logisk slutledning som består av ett antal premisser. Entymem är en logisk slutledning med två premisser varav den ena är underförstådd och outtalad. Epikirem uppstår däremot när en talare eller skribent inte ställer upp endast två premisser och slutledningar, utan även ger bevis för premisserna.   Harry Caplan beskriver i sin engelska översättning av Ad Herennium ett epikirem på liknande vis som Lindqvist, men som en alltid femdelad argumentation. Ad Herenniums okände författare beskriver denne som en fullständig och uttömmande argumentation vilken innefattar delarna påstående, skäl för påståendet, stöd för skälet, utsmyckning och sammanfattning. Denna femdelade argumentation omnämns även i Ciceros De Inventione där delarna beskrivs som förste premiss (propositio), bevis för förste premiss (propositionis approbatio), andre premiss (assumptio), bevis för andre premiss (assumptionis approbatio) och slutsats (complexio).

Syllogism
Huvudpremiss: Alla människor är dödliga.
Underpremiss: Sokrates är en människa.
Slutsats: Alltså är Sokrates dödlig. 

Epikirem
Huvudpremiss: Alla människor är dödliga
Bevis för huvudpremiss: eftersom de har organ som utsätts för slitage.
Underpremiss: Sokrates är en människa
Bevis för underpremiss: eftersom hans föräldrar var människor.
Slutsats: Alltså är Sokrates dödlig.

## Jämförelse med Toulminmodellen
En argumentation som är uppbyggd som ett epikirem kan jämföras med en argumentation uppställd enligt Toulminmodellen. Toulminmodellen innehåller ursprungligen tre premisser vilka är följande: 
Grund: Skäl för tesen. Motsvarar syllogismens underpremiss.
Garant: Förbindelselänk mellan grunden och garanten. Motsvarar syllogismens huvudpremiss.
Påstående: Tesen. Motsvarar syllogismens slutsats.

För att denna uppställning ska motsvara ett epikirem läggs ytterligare två premisser till och argumentation är då uppställd enligt den utvidgade Toulminmodellen. Premisserna som läggs till är:
Styrkemarkör: Anger graden av styrka för påståendet.
Understöd: Dokumentation som understödjer garanten.